# Masters of Modern Blues Volume 3
Masters of Modern Blues Volume 3 — спільний студійний альбом американських блюзових музикантів Флойда Джонса і Едді Тейлора, випущений у 1966 році лейблом Testament. Став третім випуском у серії «Masters of Modern Blues».

## Опис
Альбом був записаний у червні 1966 року на студії One-derful Studios в Чикаго для лейблу Testament і спродюсований його власником Пітом Велдінгом. Став третім випуском у серії «Masters of Modern Blues».
Сторона А включає п'ять пісень у виконанні Флойда Джонса і шість пісень гітариста Едді Тейлора на стороні В, яким акомпанують губний гармоніст Біг Волтер Гортон, піаніст Отіс Спенн та ударник Фред Білоу. Джонс тут перезаписав свої відомі пісні «Dark Road», «Hard Times» і «Stockyard Blues», які звучать у дусі 1950-х. Тейлор зіграв свої «Bigtown Playboy» і «Bad Boy», які він записав ранііе у 1950-х на Vee-Jay.

## Список композицій
1. «Rising Wind» (Флойд Джонс) — 3:21
2. «Stockyard Blues» (Флойд Джонс) — 3:56
3. «M&O Blues» (Флойд Джонс) — 2:52
4. «Dark Road» (Флойд Джонс) — 3:37
5. «Hard Times» (Флойд Джонс) — 3:53
6. «Big Town Playboy» (Едді Тейлор) — 2:30
7. «Peach Tree Blues» (Едді Тейлор) — 2:39
8. «Bad Boy» (Едді Тейлор) — 2:58
9. «Train Fare Home» (Едді Тейлор) — 2:48
10. «Take Your Hand Down» (Едді Тейлор) — 3:06
11. «After Hours» (Едді Тейлор) — 2:37

## Учасники запису
- Флойд Джонс — гітара (1—5), вокал (1—5), бас (6—11)
- Едді Тейлор — гітара, вокал (6—11)
- Біг Волтер Гортон — губна гармоніка
- Отіс Спенн — фортепіано
- Фред Білоу — ударні

Технічний персонал
- Піт Велдінг — продюсер, текст
- Норман Дейрон — інженер